# Europa 2020
Europa 2020 är en politisk strategi för förbättringar av ekonomin inom Europeiska unionen under 2010-talet. Den ersätter den tidigare Lissabonstrategin. Europa 2020 syftar bland annat en hållbar ekonomi med tillväxt och ökad koordinering mellan medlemsstaterna genom “smart tillväxt”, “hållbar tillväxt” och “tillväxt för alla”.
Strategin presenterades av Europeiska kommissionen den 3 mars 2010 och antogs slutgiltigt enligt kommissionens rekommendationer vid Europeiska rådets möte den 17 juni 2010. Strategin tar avstamp i den finanskris som drabbade EU:s ekonomier under 2008 till 2010, och betonar den långsiktiga vikten av att komma stärkta ur krisen.

## Strategidokumentets innehåll

### Områden
Tre prioriterade områden ställs upp för 10-årsperioden:
- Smart tillväxt: där drivkraften till tillväxt i EU i högre grad ska bygga på kunskap och innovation. Praktiska rekommendationer till medlemsländerna innefattar åtgärder för att öka privata initiativ inom forskning och utveckling
- Hållbar tillväxt: där en resurseffektivare ekonomi också är en mer konkurrenskraftig ekonomi. Utsläppsminskningarna bör bli betydligt större än under föregående tioårsperiod
- Tillväxt för alla: där man vill stimulera en ekonomi med högre sysselsättningsgrad.

### Övergripande mål
De tre prioriteringsområdena utkristalliseras i fem övergripande mål för perioden 2010-2020.
- 75 % av befolkningen i åldrarna 20–64 ska ha ett arbete.
- 3 % av EU:s BNP ska investeras i FoU.
- Energi- och klimatmålen ”20/20/20” ska nås.
- Den andel ungdomar som slutar skolan i förtid ska vara under 10 %, och minst 40 % av den yngre generationen ska ha avslutad högre utbildning.
- Antalet personer som hotas av fattigdom ska minska med 20 miljoner.